# La mujer comestible
La mujer comestible (The Edible Woman, 1969), novela de la escritora Margaret Atwood.
Narra la historia de Marian MacAlpin, una joven con estudios universitarios que, hallándose en un marasmo de su vida, comienza a tener una serie de inquietudes existenciales debido a la conjunción de tres eventos en su vida: su próximo casamiento, la aparición de un extraño sujeto con el que comienza a llevar una relación no menos extraña, y la gradual pérdida del apetito por todo tipo de alimentos.
Novela llamada "protofeminista" por su propia autora, es también una historia sobre las dudas que atribulan no solo a mujeres sino también a hombres que, contando con lo que socialmente se puede desear, se percatan de que eso no es suficiente para alcanzar la plenitud prometida, y de la forma en que la aceptación de dichas condiciones pueden, incluso, llevar a la destrucción de uno mismo.
- Datos: Q7731579